# Tetrabutylammoniumazid
Tetrabutylammoniumammoniumazid ist ein Salz, das zu den quartären Ammoniumverbindungen und den Aziden gehört.

## Herstellung
Tetrabutylammoniumazid kann durch Reaktion von Tetrabutylammoniumhydroxid mit Stickstoffwasserstoffsäure hergestellt werden. Eine alternative Methode ist die Reaktion von Tetrabutylammoniumhydrogensulfat mit Natriumhydroxid gefolgt von Natriumazid. Das Produkt kann dabei mit Dichlormethan aus dem Reaktionsgemisch extrahiert werden.

## Eigenschaften
In Lösung dissoziiert das Tetrabutylammoniumazid stärker als die entsprechenden Alkalisalze, sodass das Azidion im Wesentlichen frei ist. Es ist brennbar und zersetzt sich ab etwa 80 °C. Im Gegensatz zu vielen anderen Aziden (beispielsweise Silberazid oder Methylazid) ist es jedoch nicht explosionsgefährlich, weder bei mechanischer Belastung noch bei Erhitzung.

## Reaktionen
Tetrabutylammoniumazid ergibt durch Reaktion mit Alkylhalogeniden in Toluol Alkylazide.
Tetrabutylammoniumazid eignet sich als Quelle von Azidionen für die Synthese von Tetrazolen. Dazu wird es mit Hydroxylaminhydrochlorid und einem Aldehyd in Dimethylformamid umgesetzt. Als Katalysator kommen polymergebundene Nanopartikel von Kupfer(I)-oxid zum Einsatz. Es wurde außerdem als Starter für die ringöffnende Polymerisation von Phenylglycidylether verwendet, um Polymere zu erhalten, die eine Azid-Endgruppe aufweisen und in einer Click-Reaktion eingesetzt werden können.